# Пупиена Секстия Павлина Цетегила
Пупиена Секстия Павлина Цетегила (на латински: Pupiena Sextia Paulina Cethegilla; * около 225 г.) е римска благородничка, внучка на император Пупиен (238 г.).

## Биография
Дъщеря е на Марк Пупиен Африкан (консул 236 г.) и Корнелия Марулина. Баща ѝ е син на император Марк Клодий Пупиен Максим и Секстия Цетегила. Сестра е на Публий Пупиен Максим. По бащина линия е племеничка на Тит Клодий Пупиен Пулхер Максим (суфектконсул 224 или 226 г.) и братовчедка на Луций Клодий Тиней Пупиен Бас (* 220 г., проконсул на Кирена 250 г.).
Пупиена се омъжва за Марк Меций Проб (* 220 г.), син на Марк Помпоний Меций Проб (консул 228 г.). Двамата имат син Марк Меций Орфит (* 245), който се жени за Фурия (* 244), вероятната дъщеря на Гордиан III и Транквилина, и има дъщеря Меция Проба (* 270), която се омъжва за Фалтоний (* 260), син на Фалтоний Пиниан (проконсул на Азия 286 или 305 г.).